# Antonio Folco
Antonio Folco (Pinerolo, 1º marzo 1909 – Carmagnola, 28 giugno 1983) è stato un ciclista su strada italiano.
Professionista e indipendente tra il 1932 e il 1937, vinse il Giro del Piemonte 1933 e una tappa al Giro d'Italia 1935.

## Carriera
Le principali vittorie furono il Giro del Piemonte 1933 (aperto a indipendenti e dilettanti) e soprattutto la tappa da Riccione a Portocivitanova al Giro d'Italia 1935 in maglia Fréjus. Ottenne anche due terzi posti alla Milano-Torino, ai tempi riservata a indipendenti e dilettanti, nel 1931 (dietro Giuseppe Graglia e Giuseppe Olmo) e nel 1933 (dietro Graglia e Attilio Masarati), e la vittoria del Giro del Sestriere nel 1933. Partecipò in totale a cinque edizioni del Giro d'Italia tra il 1932 e il 1937 e a due edizioni del Tour de France, nel 1933 e nel 1934.

## Palmarès
- 1931 (dilettanti)

Coppa Val Maira
- 1933 (S.C. Paracchi Torino, cinque vittorie)

5ª tappa Giro del Piemonte (Alessandria > Cuneo)
6ª tappa Giro del Piemonte (Cuneo > Torino)
Classifica generale Giro del Piemonte
Giro del Sestriere
Coppa Catene Regina
- 1935 (Fréjus, una vittoria)

6ª tappa Giro d'Italia (Riccione > Portocivitanova)

## Piazzamenti

### Grandi Giri
- Giro d'Italia

1932: 44º
1933: 11º
1935: 14º
1936: ritirato (9ª tappa)
1937: ritirato (11ª tappa)
- Tour de France

1933: non partito (7ª tappa)
1934: 39º

### Classiche monumento
- Milano-Sanremo

1933: 28º
1934: 25º